# Balloon Land

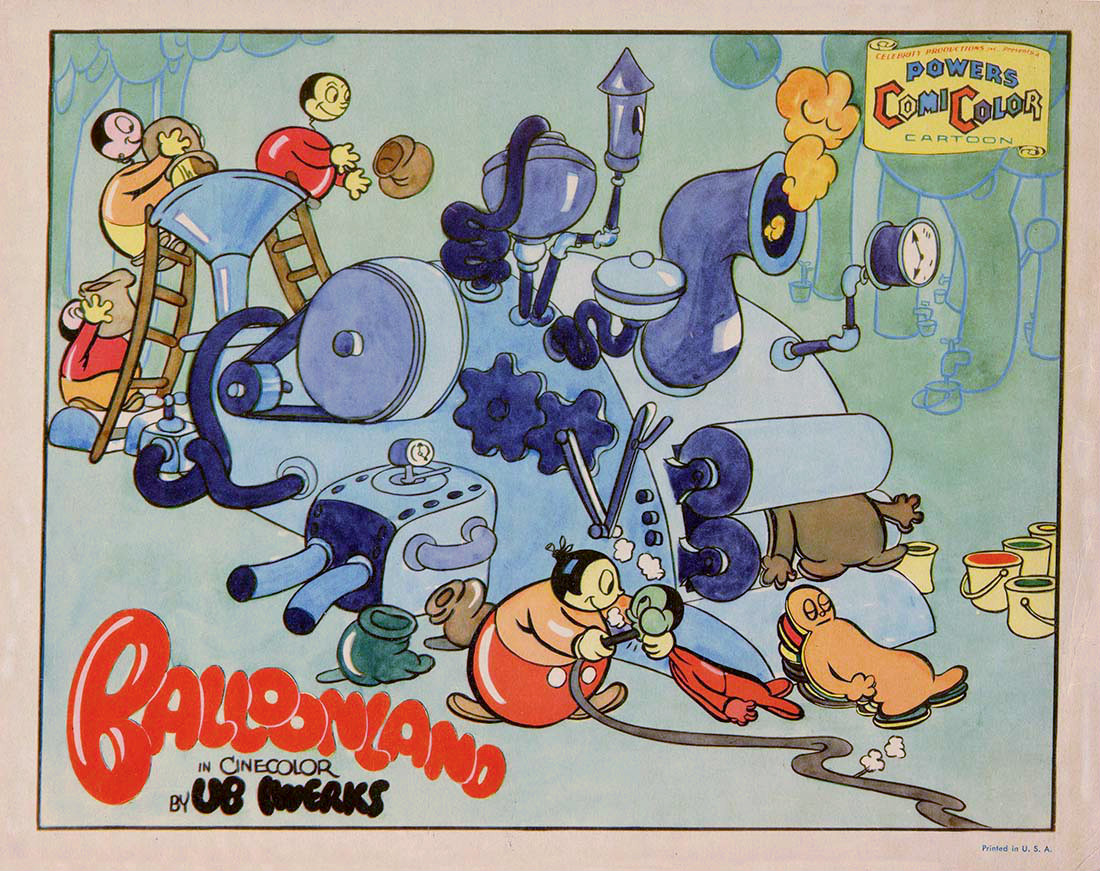
Carte promotionnelle du dessin animé Balloonland.

Balloon Land est un cartoon de la série ComiColor Cartoons, réalisé par Ub Iwerks et sorti en 1935. 

## Fiche technique
- Réalisation : Ub Iwerks
- Durée : 7 minutes
- Date de sortie : 1935